# Église Saint-Dominique de Roura
L'église Saint-Dominique de Roura est une église situé sur la commune de Roura en Guyane.

## Histoire
Au titre de 2023, l'église Saint Dominique de Roura a été retenue par la Mission Patrimoine, afin de bénéficier d'un financement exceptionnel dans le cadre de l'opération Loto Patrimoine, opération menée par la fondation Stéphane Bern.
L'église est inscrit au titre des Monuments historique depuis le 25 mai 2023